# Athol (Nouvelle-Zélande)
Pour les articles homonymes, voir Athol.
Athol est une ville du Southland dans l'île du Sud de la Nouvelle-Zélande.

## Situation
Elle est située sur le trajet de la State Highway 6/SH 6, à 55 km au sud de la ville de Queenstown et à mi-chemin entre la ville de Lumsden et celle de Kingston sur la Route touristique du Sud (en).

## Activité
Les fermes d’élevage ont toujours été très importantes dans le district, bien qu’à l’origine la recherche de l’or, centrée près de Nokomai, était aussi significative. Dans les décennies récentes, le nombre de touristes a beaucoup augmenté. Le fleuve Mataura est bien connu pour la qualité de sa pèche de la truite brune et pour le circuit de randonnée nommé « circuit de vélo autour des montagnes (en) », ouvert en novembre 2014, qui a fait augmenter le nombre des visiteurs.

## Toponymie
Il existe une incertitude sur la manière dont la ville d’Athol a été dénommée. Le premier enregistrement du nom de la ville fut trouvé en 1863. Plusieurs suggestions ont été faites. L’une d’elles est que la ville fut dénommée d’après le nom de Harry Athol, qui fut le propriétaire du premier hôtel. Il n’y a pas de trace initiale d’une personne de ce nom et il a peut-être été confondu avec Harry Arthur, qui décora la maison d'accueil d’Athol dans les années 1860. Une autre hypothèse est que le nom vienne du district natal en Écosse d’un des premiers propriétaires terriens : W. B. Rogers. Comme Rogers était né en Nouvelle-Zélande et son père venait du Cumberland, en Angleterre, ce n’est probablement pas la raison. Il semble plus probable qu’elle fut dénommée d’après la ville d’Atholl dans le Perthshire, en Écosse, d'où était originaire le surintendant de la province du Southland à l’époque de sa découverte, le Dr James Menzies (en).

## Géographie
Athol est situé à 275 m au-dessus du niveau de la mer. Elle siège sur une petite plaine entourée de montagnes, comprenant le « Mid Dome » (1 478 m) vers le sud et le mont Flagstaff (1 037 m) à l’est. À l’ouest de la ville s’écoulent la Eyre Creek (en) et la petite Quoich Creek, qui rejoignent le fleuve Mataura à environ 2 km au sud.

## Personnalités notables
- Adam Hamilton (en), premier leader du Parti national de Nouvelle-Zélande, fut un missionnaire presbytérien, qui habitait Athol en 1910.